# Nele Gilis
Pour les articles homonymes, voir Gilis.
Nele Gilis, née le 20 février 1996 à Mol, est une joueuse professionnelle de squash représentant la Belgique. En juillet 2024, elle épouse le joueur de squash néo-zélandais Paul Coll. Après avoir joué sous le nom de Nele Coll, elle joue depuis janvier 2025 sous le nom de Nele Gilis-Coll. Sa sœur Tinne Gilis est également joueuse de squash.. Elle atteint en novembre 2023 la 4e place mondiale sur le circuit international, son meilleur classement. Elle est championne de Belgique à plusieurs reprises entre 2013 et 2020 succédant à Kim Hannes, 12 fois titrée. Elle est championne d'Europe en 2019.
C'est la sœur aînée de Tinne Gilis, également joueuse de squash et championne de Belgique en 2016.

## Biographie
Après avoir été championne d'Europe junior en 2014, elle est en septembre 2016, finaliste du championnat d'Europe à Prague s'inclinant face à la Française Camille Serme qui remporte à l'occasion son 5e titre individuel consécutif.
En mai 2019, elle est la première joueuse belge à atteindre les quarts de finale du British Open après une victoire face à sa sœur en huitièmes de finale. Grâce à cette performance, elle devient la première joueuse belge à intégrer le top 20 avec une 19e place en juin 2019. En septembre 2019, elle devient la première joueuse  belge Championnats d'Europe. En octobre 2020, elle bat pour la première fois une joueuse du top 10 en la personne de Amanda Sobhy lors du tournoi platinum Open d'Égypte,.
En novembre 2022 après sa victoire à l'Open de Malaisie, elle devient la première joueuse belge à intégrer le top 10. En mai 2023 à l'occasion des championnats du monde, elle devient la première joueuse belge à atteindre les quarts de finale en s'imposant face à la 7e joueuse mondiale Olivia Fiechter. En juin 2023, elle dispute la finale de l'Open de Manchester face à Nour El Tayeb puis elle atteint la finale du tournoi platinum El Gouna International, s'imposant face à la championne du monde Nour El Sherbini en demi-finale, mais s'incline face à Nouran Gohar.
À la suite de sa victoire dans l'Open de Singapour face à sa sœur Tinne,, elle atteint la 4e place au classement mondial.

## Palmarès

### Titres
- Open de Nouvelle-Zélande de squash: 2023
- Open de Singapour : 2023
- Open de France : 2022
- Open de Malaisie : 2022
- Australian Open : 2022
- Open international de Nantes : 2018
- Championnats d'Europe : 2 titres (2019, 2023)
- Championnats de Belgique : 6 titres (2013-2015, 2017, 2019-2020)
- Championnats d'Europe junior : 2014
- Championnats d'Europe par équipes : 2024

### Finales
- El Gouna International : 2023
- Open d'Allemagne féminin de squash 2024
- Optasia Championships : 2024
- Open de Manchester : 2023
- Open international de squash de Nantes : 2017
- Championnats d'Europe : 2 finales (2016, 2022)
- Championnat d'Europe par équipes : 2 finales (2023, 2025)